# Chủ nghĩa cuồng tín
Chủ nghĩa cuồng tín (tiếng Anh: fanaticism; thuật ngữ tiếng Anh xuất phát từ trạng từ tiếng Latin: fānāticē; thuật ngữ tiếng Việt xuất phát từ chữ Hán: 狂信) là một niềm tin hay hành vi liên quan đến sự cuồng nhiệt không có tư duy hoặc với một sự hăng hái mang tính ám ảnh. Người cuồng tín thể hiện những tiêu chuẩn rất nghiêm ngặt và ít khoan dung/nhân nhượng với những quan điểm, ý kiến trái chiều.
Tõnu Lehtsaar định nghĩa thuật ngữ "chủ nghĩa cuồng tín" như là sự theo đuổi hoặc bảo vệ điều gì đó theo một cách cực đoan và đam mê quá mức bình thường. Chủ nghĩa cực đoan tôn giáo được định nghĩa là niềm tin mù quáng, bức hại các bất đồng chính kiến và không thực tế.

## Các dạng chủ nghĩa cuồng tín
- Chủ nghĩa cuồng tín người tiêu dùng – mức độ liên quan đến hoặc thần tượng một hoặc nhiều cá nhân, nhóm, khuynh hướng, tác phẩm nghệ thuật hay ý tưởng nào đó.
- Chủ nghĩa cuồng tín cảm xúc
  - Limerence
- Chủ nghĩa cuồng tín sắc tộc hoặc chủ nghĩa thượng đẳng
- Chủ nghĩa cuồng tín nhàn rỗi – các mức độ cuồng tín, sốt sắng cao với một hoạt động nhàn rỗi nào đó
- Chủ nghĩa cuồng tín dân tộc hay chủ nghĩa cuồng tín ái quốc
- Chủ nghĩa cuồng tín chính trị và ý thức hệ
- Chủ nghĩa cuồng tín tôn giáo – được một số người xem là hình thức cực đoạn nhất của chủ nghĩa cơ bản tôn giáo, nắm bắt các quan điểm tôn giáo
  - Chủ nghĩa bài trừ tôn giáo – đôi khi được xem là một phần của chủ nghĩa cuồng tín tôn giáo
- Chủ nghĩa cuồng tín thể thao – có thể đến từ các hooligan trong các môn thể thao